# Adolf Ludvig Hamilton (1820–1896)

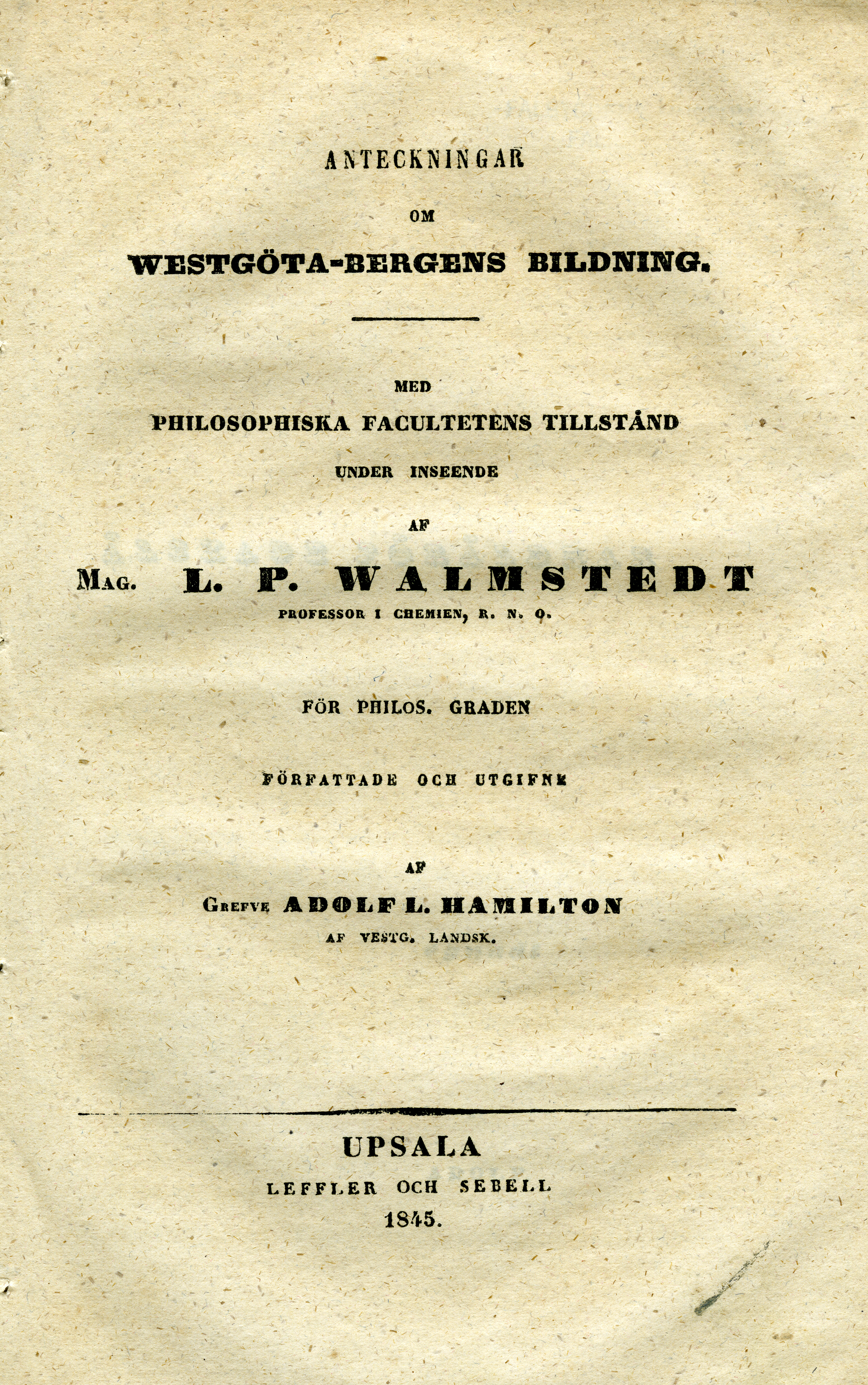
Titelbladet till Hamiltons avhandling Anteckningar om Westgöta-bergens bildning från 1845.

Adolf Ludvig Hamilton, född 13 januari 1820 i Husaby socken i Västergötland, död 24 december 1896 i Uppsala, var en svensk greve i ätten Hamilton och ämbetsman.

## Biografi
Efter studentexamen i Uppsala 1837 och filosofie kandidatexamen 1843 tjänstgjorde han kortare perioder i Civildepartementet och på Riksarkivet, varefter han slog sig på praktiskt jordbruk och med framgång ägnade sig åt skötseln av släktgodset Blomberg. Dessförinnan hade Hamilton åren 1844–1845 genomgått lantbruksinstitutet i Hohenheim utanför Stuttgart. År 1845 promoverades han till filosofie magister. Hamilton var också ordförande i Skaraborgs läns hushållningssällskap 1856–1862 och blev 1859 ledamot av Lantbruksakademin. År 1860 blev han ordförande i statsrevisionen. 
Den 19 september 1862 utnämndes Hamilton till landshövding i Uppsala län och ståthållare på Uppsala slott. Han intresse för lantbruket kom till uttryck även i Uppland och 1863 blev han ordförande i Kommittén för veterinärväsendets ordnande, 1862–1894 var han ordförande i Uppsala läns hushållningssällskap och åren 1864–1895 i direktionen för Ultuna lantbruksinstitut. Bland Hamiltons övriga många offentliga förtroendeuppdrag märks hans ordförandeskap i direktionen för Uppsala läns hospital 1862–1893. Då Upplands fornminnesförening stiftades 1869 var han en av initiativtagarna och var föreningens förste ordförande 1869–1893. 
Hamilton tilldelades Skaraborgs och Uppsala läns hushållningssällskaps guldmedaljer. Han var hedersledamot av Skaraborgs hushållningssällskap. 1889 utsågs han till hedersledamot av Lantbruksakademin. 1895 blev han filosofie jubeldoktor. Han begärde 1893 avsked från landshövdingeämbetet och avled 1896.
Hamilton var son till häradshövdingen greve Hugo David Hamilton och Maria Charlotta von Hofsten. Han var bror till Hugo Hamilton, Malcolm Hamilton, Gustaf Hamilton och Gilbert Hamilton. Adolf Ludvig Hamilton var sedan 1847 gift med Johanna Ulrika Agnes Geijer, dotter till Erik Gustaf Geijer. Bland hans barn märks Hugo och Knut Archibald Hamilton; Agnes von Krusenstjerna var hans dotterdotter. Bland hans i dag levande ättlingar märks skådespelerskan Hedda Stiernstedt.